# زندگی جدید کرانک
زندگی جدید کرانک (انگلیسی: Kronk's New Groove) فیلمی در ژانر کمدی است که در سال ۲۰۰۵ منتشر شد.

## خلاصه داستان
کرانک بعد از ماجرای قسمت اول حالا یک آشپز شده است و زندگی خوب و آرامی دارد ولی نامه‌ای به دست او می‌رسد که همه چیز را عوض می‌کند …